# Вюрцбург
 Тази статия е за града.  За административния окръг вижте Вюрцбург (окръг).  
Вюрцбург (на немски: Würzburg) е град в Централна Германия, център на регион Долна Франкония в провинция Бавария. Разположен е на река Майн, на 115 km югоизточно от Франкфурт и на 115 km северозападно от Нюрнберг.
Площта на Вюрцбург е 87,63 km², населението към 31 декември 2010 г. – 133 799 жители, а гъстотата на населението – 1527 д/km².

## История
Вюрцбург се споменава за пръв път през 704 г., а през 742 г. Свети Бонифаций назначава Свети Бурхард за пръв епископ на Вюрцбург. Първата църква е построена през 788 г. и е осветена от крал Карл Велики. Епископите постепенно създават светска държава, към която през 12 век са присъединени големи части от Франкония. Между 1040 и 1225 г. е построена съществуващата и днес катедрала в романски стил.
Вюрцбургският университет е основан през 1402 г. и след това отново през 1582 г. По време на Селската война градът е неуспешно обсаждан. По време на Тридесетгодишната война е превзет от шведския крал Густав Адолф (1631). През 1802 г. епископството е секуларизирано, през 1803 г. градът е присъединен към Бавария, а през 1805 г. става столица на създаденото Вюрцбургско херцогство. През 1814 г. Вюрцбург е върнат на Бавария, а през 1821 г. епископството е възстановено.
На 16 март 1945 г., в края на Втората световна война, Вюрцбург е почти напълно разрушен от бомбардировачи на британската авиация. Същинският градски център, датиращ от Средните векове, е напълно разрушен в последвалия огнен ад, който отнема живота на около 5000 жители. През следващите 20 години много исторически сгради са възстановени в довоенния си вид. След войната във Вюрцбург са дислоцирани няколко американски подразделения, които остават там до наши дни.

## Известни личности
Родени във Вюрцбург
- Йехуда Амихай (1924 – 2000), израелски писател
- Фраймут Дуве (р. 1936), политик
- Дирк Новицки (1978-), баскетболист
- Вернер Хайзенберг (1901 – 1976), физик

Други личности, свързани с Вюрцбург
- Атанас Богориди (1788 – 1826), гръцки писател, завършва медицина през 1816 г.
- Веселин Бешевлиев (1900 – 1992), български историк и филолог, завършва класическа филология през 1925 г.
- Димитър Каданов (1900 – 1982), български учен-анатом и изобретател, завършва медицина през 1925 г.
- Евдокия Петева (1901 – 1980), български етнограф и изкуствовед, завършва история на изкуството и философия през 1923 г.

## Забележителности
- Крепост Мариенберг
- Старият мост над Майн, украсен с многобройни статуи на светци (Alte Mainbrücke)
- Епископската резиденция в бароков стил с площада отпред и градината зад нея (Würzburger Residenz)
- От Вюрцбург започва Романтичния път (Romantische Straße)

## Побратимени градове
- Фарибо, САЩ (от 1949)
- Дънди, Шотландия (от 1962)
- Кан, Франция (от 1962)
- Рочестър, САЩ (от 1966)
- Мванза, Танзания (от 1966)
- Одзу, Япония (от 1979)
- Саламанка, Испания (от 1980)
- Зул, Германия (от 1988)
- Умео, Швеция (от 1992)
- Брей, Ирландия (от 2000)

- Вюрцбург - Würzburg
- Крепостта Мариенберг